# Киселівський заказник
Киселі́вський зака́зник — гідрологічний заказник місцевого значення в Україні. Розташований у межах Менського району Чернігівської області, в районі сіл Киселівка і Величківка. 
Площа 162 га. Статус присвоєно згідно з рішенням Чернігівського облвиконкому від 24.12.1979 року № 561; від 27.12.1984 року № 454; від 28.08.1989 року № 164. Перебуває у віданні: Величківська, Киселівська сільські ради. 
Статус присвоєно для збереження болотного масиву вздовж річки Мени, який має водорегулююче значення.